# Liste der Baudenkmale in Ludwigsfelde
In der Liste der Baudenkmale in Ludwigsfelde sind alle Baudenkmale der brandenburgischen Stadt Ludwigsfelde und ihrer Ortsteile aufgelistet. Grundlage ist die Veröffentlichung der Landesdenkmalliste mit dem Stand vom 31. Dezember 2020.

## Baudenkmale in den Ortsteilen
In den Spalten befinden sich folgende Informationen:
- ID-Nr.: Die Nummer wird vom Brandenburgischen Landesamt für Denkmalpflege vergeben. Ein Link hinter der Nummer führt zum Eintrag über das Denkmal in der Denkmaldatenbank. In dieser Spalte kann sich zusätzlich das Wort Wikidata befinden, der entsprechende Link führt zu Angaben zu diesem Denkmal bei Wikidata.
- Lage: die Adresse des Denkmales und die geographischen Koordinaten. Link zu einem Kartenansichtstool, um Koordinaten zu setzen. In der Kartenansicht sind Denkmale ohne Koordinaten mit einem roten beziehungsweise orangen Marker dargestellt und können in der Karte gesetzt werden. Denkmale ohne Bild sind mit einem blauen bzw. roten Marker gekennzeichnet, Denkmale mit Bild mit einem grünen beziehungsweise orangen Marker.
- Bezeichnung: Bezeichnung in den offiziellen Listen des Brandenburgischen Landesamtes für Denkmalpflege. Ein Link hinter der Bezeichnung führt zum Wikipedia-Artikel über das Denkmal.
- Beschreibung: die Beschreibung des Denkmales
- Bild: ein Bild des Denkmales und gegebenenfalls einen Link zu weiteren Fotos des Baudenkmals im Medienarchiv Wikimedia Commons

### Ahrensdorf
| ID-Nr.   | Lage   | Bezeichnung | Beschreibung | Bild           |
| -------- | ------ | ----------- | --- | -------------- |
| 09105260 | (Lage) | Dorfkirche  | Wahrscheinlich wurde die Kirche Ende des 14. oder Anfang des 15. Jahrhunderts auf dem Dorfanger errichtet. Es ist eine rechteckige Feldsteinkirche, die vom Ortsfriedhof umgeben ist. | weitere Bilder |

### Genshagen
| ID-Nr.                           | Lage                            | Bezeichnung                                                 | Beschreibung | Bild           |
| -------------------------------- | ------------------------------- | ----------------------------------------------------------- | --- | -------------- |
| 09105298                         | (Lage)                          | Dorfkirche                                                  | Die ursprünglich gotische Kirche wurde 1707 erneuert. 1782 wurde die Herrschaftloge erbaut. | weitere Bilder |
| 09105601                         | (Lage)                          | Grabanlage Ernst und Hugo von Stubenrauch, auf dem Friedhof | Der Landrat Ernst von Stubenrauch gilt als „Vater“ des Teltowkanals. Inschrift der Grabplatte: Ernst von Stubenrauch. *19. Juli 1853. † 4. Sept. 1909. Landrat des Kreises Teltow 1885 – 1908. Hugo von Stubenrauch. Geboren am 27. Nov. 1892. Gefallen am 3. Okt. 1914 zu Courcelles. | weitere Bilder |
| 09105299                         | Am Schloss 1 (Lage)             | Gutshaus („Schloss“) und Gutspark („Schlosspark“)           | Das ehemalige Schloss ist heute ein Wissenschaftszentrum. Der Bau im neubarocken Stil stammt aus dem Jahre 1910. Es gehört heute der Stiftung Genshagen. | weitere Bilder |
| 09106708 Teilobjekt zu: 09105299 | Am Schloss 1 (Lage)             | Gutspark                                                    | | BW             |
| 09105733                         | Genshagener Dorfstraße 2 (Lage) | Brennerei des Gutshofs                                      | Die Kartoffelbrennerei stammt aus dem Jahr 1839. Sie wurde auf dem neben dem Schloss gelegenen Gutshof erbaut. Die Einnahmen aus der Brennerei sollten die Verschuldung des landwirtschaftlichen Gutes abbauen. Bis 1945 destillierte die Anlage Brennspiritus.                        | weitere Bilder |

### Gröben
| ID-Nr.                           | Lage                          | Bezeichnung                      | Beschreibung | Bild           |
| -------------------------------- | ----------------------------- | -------------------------------- | --- | -------------- |
| 09105935                         | Gröbener Dorfstraße 33 (Lage) | Pfarrhaus mit Wirtschaftsgebäude | Der Grundbau des Pfarrhauses stammt aus der Zeit um 1730. Anbauten erfolgten 1870 und 1888. Das Wirtschaftsgebäude wurde 1905/06 errichtet. Der Schutzstatus der Gebäude ist neben ihrem Alter der Tatsache geschuldet, dass Theodor Fontane das Pfarrhaus mehrfach besuchte, um das Gröbener Kirchenbuch – eines der ältesten erhaltenen Kirchenbücher der Mark Brandenburg – einzusehen. Im Band 4 „Spreeland“ der Wanderungen durch die Mark Brandenburg gibt Fontane auf mehr als zehn Seiten Auszüge aus dem Kirchenbuch wieder. Das Buch enthält Aufzeichnungen aus den Jahren 1578 bis 1769. Es befindet sich heute in Ahrensdorf und ist online verfügbar.                                                                                          | weitere Bilder |
| 09107133 Teilobjekt zu: 09105935 | Gröbener Dorfstraße 33 (Lage) | Stall                            | Der Stall befindet sich auf der linken Hofseite. | Stall          |
| 09105157                         | Gröbener Dorfstraße 34 (Lage) | Gutshaus                         | Schlichter barocker, zweigeschossiger und neunachsiger Putzbau unter Walmdach, erbaut 1720 von Johann Christian von Schlabrendorf. 1859 verkaufte Johanna von Scharnhorst (* 1803; † 1867), geb. Gräfin von Schlabrendorf (Schwiegertochter des Generals Gerhard von Scharnhorst) und Gutsherrin von Siethen und Gröben, die Schlabrendorfschen Güter an Carl von Jagow, behielt aber das Gutshaus Gröben vertraglich bis zu ihrem Lebensende als Wohnsitz. 1994/1998 erfolgte eine Sanierung und Restaurierung, bei der die Innenraumstruktur erhalten blieb. Das Gebäude wird heute als Mehrfamilienhaus genutzt. Felix Mendelssohn Bartholdy und seine Schwester Fanny Hensel waren mehrfach im Gutshaus zu Gast und gaben hier gemeinsame Hauskonzerte. | Gutshaus       |
| 09105156                         | Gröbener Dorfstraße 41 (Lage) | Dorfkirche                       | Im 13. Jahrhundert erbaute Dorfkirche, 1508 erneuert und geweiht, 1860 erweitert, 1908 durch ein Feuer bis auf die Grundmauern zerstört und 1909 neu aufgebaut. | weitere Bilder |

### Groß Schulzendorf
| ID-Nr.                           | Lage                     | Bezeichnung | Beschreibung | Bild           |
| -------------------------------- | ------------------------ | --- | --- | -------------- |
| 09105685                         | (Lage)                   | Dorfkirche | Fundament aus dem 13. Jahrhundert, Turmanbau im 18. Jahrhundert, 1896 in eine Kreuzanlage umgebaut, 2007/2009 restauriert. | weitere Bilder |
| 09105990                         | Zossener Straße 8 (Lage) | Jagdhaus „Der Heidehof“, bestehend aus Hauptgebäude, Nebengebäuden, altem Jagdhaus sowie Einfriedung mit Pavillon sowie Teilen der Gartenanlage | Das ehemalige Jagdschloss Heidehof war von 1910 bis 1939 im Besitz der Familie des jüdischen Kaufhauskonzerns Wertheim. 1910/11 ließ Franz Wertheim, ein Bruder Georg Wertheims, die heutigen Gebäude neu errichten. Bei ihrer Ausreise aus Deutschland musste die Familie das Jagdhaus ohne Entschädigung aufgeben. Von 1939 bis zum Ende der Zeit des Nationalsozialismus bestand hier die Reichsführerschule des Deutschen Roten Kreuzes. Danach wechselte die Nutzung häufig. Nach der Rückübertragung an die Wertheim-Erben 1996 kaufte der Landkreis Teltow-Fläming die Gebäude und richtete dort die Förderschule Schule am Wald für geistig behinderte Kinder ein. | weitere Bilder |
| 09105991 Teilobjekt zu: 09105990 | Zossener Straße 8 (Lage) | Jagdsitz & Inspektorenhaus | | BW             |
| 09105992 Teilobjekt zu: 09105990 | Zossener Straße 8 (Lage) | Wirtschaftsgebäude & Stall & Remise | | BW             |
| 09105993 Teilobjekt zu: 09105990 | Zossener Straße 8 (Lage) | Gartenanlage | | BW             |
| 09105994 Teilobjekt zu: 09105990 | Zossener Straße 8 (Lage) | Gartenpavillon | Der Pavillon ist Teil der Einfriedung. | BW             |

### Kerzendorf
| ID-Nr.                           | Lage                         | Bezeichnung | Beschreibung | Bild           |
| -------------------------------- | ---------------------------- | --- | --- | -------------- |
| 09105585                         | (Lage)                       | Dorfkirche | Kirche im neoromanischen Stil von 1897, von Paul Schwabach nach einem Entwurf von Karl Hoffacker erbaut. | weitere Bilder |
| 09105551                         | (Lage)                       | Begräbnisplatz 22. August 1813, Postament des Denkmals für W. Busch, Gedenkstein für gefallene Soldaten und Offiziere sowie Gedenkstein für Major von Wedell, auf dem Schanzenberg | Am 22. August 1813 fanden bei Kerzendorf und Wietstock Gefechte im Zuge der Schlacht bei Großbeeren statt, in deren Verlauf Wietstock in Brand geschossen wurde. Die fast überwachsenen Wietstocker Schanzen und Gedenksteine in einem Wald westlich des Nuthegrabens an der Straße nach Ludwigsfelde erinnern an diese Kämpfe der preußischen Landwehr gegen die Truppen Napoleons. Obere Inschrift der abgebildeten Grabstätte: „Hier ruhen die gefallenen Offiziere des 2. westpreussischen Dragoner-Regiments“. | weitere Bilder |
| 09106286 Teilobjekt zu: 09105551 | (Lage)                       | Grabmal | | Grabmal        |
| 09106287 Teilobjekt zu: 09105551 | (Lage)                       | Gedenkstein | | Gedenkstein    |
| 09106288 Teilobjekt zu: 09105551 | (Lage)                       | Gedenkstein | | BW             |
| 09105609                         | Kerzendorfer Straße 8 (Lage) | Mittelflurhaus | Es ist ein Märkisches Mittelflurhaus mit der typischer giebelständiger Ausrichtung zur Straße. Die Bauweise der märkischen Mittelflurhäuser war stark vom niederdeutschen Fachhallenhaus oder Niedersachsenhaus beeinflusst. | Mittelflurhaus |

### Löwenbruch
| ID-Nr.   | Lage                     | Bezeichnung | Beschreibung | Bild           |
| -------- | ------------------------ | ----------- | --- | -------------- |
| 09105387 | (Lage)                   | Dorfkirche  | Die Dorfkirche Sankt Anna zu Löwenbruch ließ 1716 der Gutsherr Achatz von Alvensleben an Stelle eines Vorgängerbaus errichten. Verputzter Backsteinbau mit einem Satteldach. Der Turm wurde von der Vorgängerkirche übernommen und besteht im Eingangsportal aus Fachwerk, das heute verputzt ist. An zwei Pultdächern schließt sich ein Holzaufsatz an, auf dem ursprünglich ein sehr steiler und hoher Spitzturm besaß. Der Spitzturm wurde 1805 durch ein abgeflachteres Zeltdach ersetzt. | weitere Bilder |
| 09105388 | Alt Löwenbruch 48 (Lage) | Gutshaus    | Das Gutshaus wurde von 1796 bis 1800 von der Familie von Gröben erbaut. Anfang des 19. Jahrhunderts ging es in das Eigentum der Familie von dem Knesebeck über, die es bis 1945 besaß. Das Haus steht zu Beginn des 21. Jahrhunderts leer und ist im Besitz der Stadt Ludwigsfelde. 2010 kauft die Familie von dem Knesebeck das Haus zurück und renoviert es. Ab dem Frühjahr 2015 soll das Anwesen mit seinen Nebengebäuden und dem Gutspark wieder den althergebrachten, lebendigen Mittelpunkt des Dorfes darstellen. Der Portalbereich des Hauses ist dreistöckig, an den sich zu beiden Seiten ein zweistöckiger Bereich anschließt. Rechts folgt ein gleichfalls zweistöckiger Seitenflügel. Seine Front ist zur Straße ausgerichtet. Zu beiden Seiten des Mittelfensters des dritten Stocks im Portalbereich sind je ein ornamentales Familienwappen in der hellgrau verputzten Außenwand angebracht. | weitere Bilder |

### Ludwigsfelde
| ID-Nr.                           | Lage | Bezeichnung | Beschreibung | Bild                       |
| -------------------------------- | --- | --- | --- | -------------------------- |
| 09105432                         | Am Alten Krug 1 (Lage) | Alter Krug | Der mehrfach umgebaute und ursprünglich reetgedeckte Alte Krug von 1753 ist das älteste noch bestehende Gebäude der Kernstadt Ludwigsfelde. Das Baudenkmal beherbergt seit seiner Gründung gastronomische Einrichtungen. | weitere Bilder             |
| 09105647                         | Am Alten Krug 8 (Lage) | Villa mit Nebengebäude | Goltz’sche Villa von 1902, Denkmalschutz seit 1999. | Villa mit Nebengebäude     |
| 09107172 Teilobjekt zu: 09105647 | Am Alten Krug 8 () | Stall & Remise | | ein Bild hochladen         |
| 09105663                         | Am Bahnhof 1, 2, 3 (Lage) | Bahnhof, bestehend aus Empfangsgebäude, drei Wohnhäusern und Stallgebäude | Das Empfangsgebäude des Bahnhof Ludwigsfelde wurde 1886 als repräsentativer Backsteinbau fertiggestellt, es ist das zweitältestes erhaltenes Gebäude der Kernstadt. Seit 2001 ist im restaurierten ehemaligen Bahnhofsgebäude ein Heimatmuseum mit Sammlungen zur Stadtgeschichte untergebracht. | weitere Bilder             |
| 09106818 Teilobjekt zu: 09105663 | Am Bahnhof 2 (Lage) | Bahnhofsempfangsgebäude | | Bahnhofsempfangsgebäude    |
| 09106819 Teilobjekt zu: 09105663 | Am Bahnhof 1 (Lage) | Wohnhaus | Das Haus befindet sich südlich des Empfangsgebäudes. | Wohnhaus                   |
| 09106820 Teilobjekt zu: 09105663 | Am Bahnhof 3 (Lage) | Wohnhaus | Das Haus befindet sich nördlich des Empfangsgebäudes. | Wohnhaus                   |
| 09106821 Teilobjekt zu: 09105663 | Am Bahnhof () | Wohnhaus | Das Haus befindet sich nördlich des Empfangsgebäudes. | Wohnhaus                   |
| 09106822 Teilobjekt zu: 09105663 | Am Bahnhof () | Stall | Der Stall befindet sich nördlich des Empfangsgebäudes. | ein Bild hochladen         |
| 09105801                         | Margeritenweg 1a (Lage) | Pfarrkirche St. Michael | Gelegen in der Holzhaussiedlung. Die erste Kirche der Kernstadt Ludwigsfelde, geweiht am 8. Mai 1955, Grundsteinlegung 1953. Der schlichte Bau verfügt über einen als Dachreiter aufgesetzten Glockenstuhl und ist im Baustil dem Stall von Bethlehem nachempfunden. Das von Gerhard Olbrich ausgeführte Altarbild stellt in der Mitte die Kreuzigung dar, im linken Feld die Versuchung und rechts den Kampf Michaels mit dem Drachen. Dass die heutige Mittelstadt erst 1955 eine Kirche bekam, liegt an der bis in die 1930er-Jahre mangelnden Bedeutung/geringen Bevölkerungszahl des Ortes. Die heutigen Ortsteile der Stadt und ehemals selbständigen Dörfer hatten über Jahrhunderte eine größere Bedeutung als die heutige Kernstadt und verfügten im Gegensatz zu Ludwigsfelde, teils bereits seit dem 13. Jahrhundert, über eigene Kirchengebäude. | weitere Bilder             |
| 09105591                         | Margeritenweg 18 (Lage) | Wohnhaus | Das Wohnhaus ist Teil der 1944 entstandenen Holzhaussiedlung, die den nördlichen Abschluss der Daimler-Werkssiedlung beiderseits der Ernst-Thälmann-Straße bildet, einer der seinerzeit größten Siedlungsanlagen Deutschlands. Die Siedlungen gehen zurück auf einen Beschluss des auf die Luftkriegsführung ausgerichteten nationalsozialistischen Regimes von 1936/37, in der Genshagener Heide ein Flugzeugmotorenwerk zu errichten. Zur Bindung der hohen Zahl der benötigten Arbeitskräfte baute die Kurmärkische Kleinsiedlungsgesellschaft in der Folge die Daimler-Siedlung. Die Errichtung des Werkes bedeutete für Ludwigsfelde den entscheidenden Impuls zur Entwicklung zum Industriestandort. Die gesteigerte Herstellung von Flugzeugmotoren im Zweiten Weltkrieg erforderte weitere Fachkräfte, für die im Auftrag des Reichsluftfahrtministeriums und des Daimler-Benz-Werkes ohne großen Material- und Kostenaufwand rund 75 Holzhäuser errichtet wurden. | weitere Bilder             |
| 09107170                         | Neckarstraße 50 (Lage) | Einfriedungsmauer mit Wandbild und Pförtnerhäuschen | Die Mauer der Kaserne wurde 1981 mit Sgraffito-Kunst von Volkhard Böhme mit zehn Bildern mit dem Titel Geschichte der Nachrichtenübermittlung dekoriert. | weitere Bilder             |
| 09107171 Teilobjekt zu: 09107170 | Neckarstraße 50 (Lage) | Einfriedung & Pförtnerhaus | | Einfriedung & Pförtnerhaus |
| 09105638                         | Potsdamer Straße 14–40 (gerade), Albert-Tanneur-Straße 2–23, Andersen-Nexö-Straße 1, 3, 5, Goethestraße 2–16 (gerade), Heinrich-Heine-Platz 1–11, Maxim-Gorki-Straße 2–46, Theodor-Fontane-Straße 1, 2a, 3–23 (ungerade), 42, Joliot-Curie-Platz 7, 8 (Lage) | Heinrich-Heine-Siedlung mit Kulturhaus (Theodor-Fontane-Straße 42) und Schule (Theodor-Fontane-Straße 2a)                                                                                                 | Auch „Dichterviertel“, in Formen der Nationalen Bautradition in den 1950er-Jahren errichtete „sozialistische Wohnstadt“ um den Heinrich-Heine-Platz. | weitere Bilder             |
| 09105980 Teilobjekt zu: 09105638 | Theodor-Fontane-Straße 42 (Lage) | Kulturhaus | | BW                         |
| 09105983 Teilobjekt zu: 09105638 | Theodor-Fontane-Straße 2a (Lage) | Schule | | BW                         |
| 09105434                         | Siethener Straße (Lage) | Ehrenhain und Gedenkstein der Vereinigung der Verfolgten des Naziregimes (VVN) für Arthur Ladwig, auf dem Friedhof                                                                                        | Auf dem Friedhof am Thyrower Weg Ortsausgang Richtung Siethen: Ehrenmal von 1951 für ermordete und umgekommene Zwangsarbeiter und KZ-Häftlinge aus Genshagen. Gedenkstein gleich daneben zur Erinnerung an den kommunistischen Widerstandskämpfer Arthur Ladwig, der 1944 im Zuchthaus Brandenburg-Görden ermordet wurde. Daneben ein weiterer Gedenkstein für andere Widerständler. Gedenkstein von 1995 an 19 ermordete Frauen aus dem KZ Ravensbrück. | weitere Bilder             |
| 09105704                         | Struveweg, Sputendorfer Weg (Lage) | Landwirtschaftliche Erziehungsanstalt Struveshof mit den Gebäuden 1-6, 8, 10-19, 21-22, 30-33 (siehe Lageplan BLDAM), der gärtnerisch gestalteten Freifläche sowie dem Pumpenhäuschen nördlich der Anlage | Ab 1914 als „Landwirtschaftliche Erziehungsanstalt“ der Stadt Berlin gebaut. Heute befindet sich hier das Landesinstitut für Schule und Medien Berlin-Brandenburg (LISUM). | weitere Bilder             |
| 09106894 Teilobjekt zu: 09105704 | Struveweg 8 (Lage) | Wohnhaus | | BW                         |
| 09106895 Teilobjekt zu: 09105704 | Struveweg () | Verwaltungsgebäude | | ein Bild hochladen         |
| 09106896 Teilobjekt zu: 09105704 | Struveweg 10 (Lage) | Pförtnerhaus | | BW                         |
| 09106897 Teilobjekt zu: 09105704 | Struveweg () | Kiosk | | ein Bild hochladen         |
| 09106898 Teilobjekt zu: 09105704 | Struveweg () | Unterkunftsgebäude | | ein Bild hochladen         |
| 09106899 Teilobjekt zu: 09105704 | Struveweg () | Unterkunftsgebäude | | ein Bild hochladen         |
| 09106900 Teilobjekt zu: 09105704 | Struveweg () | Verwaltungsgebäude | Das Gebäude befindet sich zwischen den Häusern 17 und 18. | ein Bild hochladen         |
| 09106901 Teilobjekt zu: 09105704 | Struveweg () | Unterkunftsgebäude | | ein Bild hochladen         |
| 09106902 Teilobjekt zu: 09105704 | Struveweg () | Unterkunftsgebäude | | ein Bild hochladen         |
| 09106903 Teilobjekt zu: 09105704 | Struveweg () | Unterkunftsgebäude | | ein Bild hochladen         |
| 09106904 Teilobjekt zu: 09105704 | Struveweg () | Wohnhaus | | ein Bild hochladen         |
| 09106905 Teilobjekt zu: 09105704 | Sputendorfer Weg 5 () | Wohnhaus | | ein Bild hochladen         |
| 09106906 Teilobjekt zu: 09105704 | Sputendorfer Weg 5 () | Wohnhaus | | ein Bild hochladen         |
| 09106907 Teilobjekt zu: 09105704 | Struveweg () | Wohnhaus | | ein Bild hochladen         |
| 09106908 Teilobjekt zu: 09105704 | Struveweg () | Landarbeiterhaus | | ein Bild hochladen         |
| 09106909 Teilobjekt zu: 09105704 | Struveweg () | Schulgebäude | Die Schule steht an der Kreuzung Struveweg / Sputendorfer Weg und bildet somit den südöstlichen Abschluss der Anlage. | ein Bild hochladen         |
| 09106910 Teilobjekt zu: 09105704 | Struveweg () | Heizhaus | | ein Bild hochladen         |
| 09106911 Teilobjekt zu: 09105704 | Struveweg () | Werkstattgebäude | | ein Bild hochladen         |
| 09106912 Teilobjekt zu: 09105704 | Struveweg () | Wohnhaus | Das Wohnhaus befindet sich im Südosten des Wirtschaftshofes. | ein Bild hochladen         |
| 09106913 Teilobjekt zu: 09105704 | Struveweg () | Wirtschaftshof | Der Wirtschaftshof befindet sich im Nordwesten der Anlage. | ein Bild hochladen         |
| 09106914 Teilobjekt zu: 09105704 | Struveweg () | Stall / Wirtschaftsgebäude | Die Gebäude bildes den Abschluss des Wirtschaftsgebäudes im Norden. | ein Bild hochladen         |
| 09106915 Teilobjekt zu: 09105704 | Struveweg () | Schule | Die Schule steht südwestlich des Wirtschaftshofes. | ein Bild hochladen         |
| 09106916 Teilobjekt zu: 09105704 | Struveweg () | Stall | Der Stall steht im Wirtschaftshof. | ein Bild hochladen         |
| 09106917 Teilobjekt zu: 09105704 | Struveweg () | Scheune | Die Scheune steht parallel zum Gebäude 31. | ein Bild hochladen         |
| 09106365 Teilobjekt zu: 09105704 | Struveweg () | Pumpenhaus | Das Pumpenhaus steht auf einem Rieselfeld nördlich der Anlage. | ein Bild hochladen         |
| 09106366 Teilobjekt zu: 09105704 | Struveweg () | Freifläche & Gartenanlage | | ein Bild hochladen         |
| 09106367 Teilobjekt zu: 09105704 | Struveweg 18 () | Wohnhaus | Das Wohnhaus befindet sich nördlich des Eingangs und südlich des großen Verwaltungsgebäudes. | ein Bild hochladen         |
| 09105592                         | Walther-Rathenau-Straße 49 (Lage) | Wohnhaus | Teil der 1944 entstandenen Holzhaussiedlung. Siehe Eintrag oben zum Wohnhaus Margeritenweg 18. | Wohnhaus                   |

### Siethen
| ID-Nr.   | Lage                                                 | Bezeichnung | Beschreibung | Bild |
| -------- | ---------------------------------------------------- | --- | --- | --- |
| 09105507 | (Lage)                                               | Dorfkirche | Die Feldsteinkirche stammt aus dem späten 13. oder frühen 14. Jahrhundert. Es handelt sich um eine Rechteckkirche mit nachträglich angebauter Apsis und einem etwas eingezogenen, annähernd quadratischen Westturm. Die Kirche hat einen Sakristeianbau im Nordosten und einen kleinen Vorbau über dem Nordportal. | weitere Bilder |
| 09105508 | Siethener Dorfstraße 17 (Lage)                       | „Tabea-Haus“ | 1855 als Kinderasyl von den letzten beiden adligen Damen derer von Scharnhorst (siehe Gröben) als Besitzer auf Gut Siethen eingerichtet. Es wurde als Kleinkinderstube für die Tagelöhnerkinder, Kranken und Waisen genutzt. Noch heute beherbergt es einen Kindergarten.                                          | „Tabea-Haus“ |
| 09105672 | Ludwigsfelder Chaussee 1 (Lage)                      | Gutsarbeiterhaus mit Wirtschaftsgebäude | | Gutsarbeiterhaus mit Wirtschaftsgebäude |
| 09105927 | Potsdamer Chaussee 11, Siethener Dorfstraße 2 (Lage) | Gutsanlage, bestehend aus Herrenhaus (Potsdamer Chaussee 11), Gutspark sowie Wirtschaftshof (Siethener Dorfstraße 2) mit Verwalterhaus, Schuppen, Rinderstall, Taubenhaus und Hofmauer | Das Gutshaus ist Putzbau in neuklassizistischen und neubarocken Formen und wurde um 1880 für den Berliner Großkaufmann Hermann Badewitz errichtet. Das zweite Obergeschoss und das Dach wurden vermutlich um 1960/1970 erneuert und dabei vereinfacht.                                                             | Gutsanlage, bestehend aus Herrenhaus (Potsdamer Chaussee 11), Gutspark sowie Wirtschaftshof (Siethener Dorfstraße 2) mit Verwalterhaus, Schuppen, Rinderstall, Taubenhaus und Hofmauer |

### Wietstock
| ID-Nr.            | Lage   | Bezeichnung | Beschreibung | Bild           |
| ----------------- | ------ | ----------- | --- | -------------- |
| 09105550 Wikidata | (Lage) | Dorfkirche  | Die evangelische Kirche wurde 1746 erbaut. Der Kanzelaltar im Inneren stammt aus der Mitte des 18. Jahrhunderts. | weitere Bilder |